# حادثه اجیما-ایکوشیما
حادثه اِجیما-ایکوشیما (به ژاپنی: 江島生島事件 Ejima Ikushima jiken)؛ مهم‌ترین رسوایی در اواوکو، حرمسرای شوگون‌سالاری توکوگاوا، در طول دوره ادو در تاریخ ژاپن شمرده می‌شود. در زمان شوگون هفتم توکوگاوا ایه‌تسوگو، در روز ۲۶ فوریه سال ۱۷۱۴ یکی از خدمه بلندپایه در قلعه ادو بنام اجیما که به مادر شوگون وقت، گکواین خدمت می‌کرد، به نیابت از وی به زیارت معبد کان‌ائی محل دفن، شوگون ششم در اوئنو می‌رود. در راه بازگشت تقریباً در محلی که امروزه کابوکی‌زا قرار دارد وی به تماشای یک نمایش کابوکی در آن یک هنرپیشه بنام ایکوشیما شینگورو نقش داشت، می‌نشیند. پس از پایان نمایش ایکوشیما شینگورو وی را چایا (چایخانه) به قصد ضیافت شام دعوت می‌کند. اجیما در این ضیافت گذشت زمان را متوجه نشده و پس از زمان بسته شدن دروازه اواوکو یا حرمسرای قلعه ادو به محل خدمت خود می‌رسد. اصرار وی برای بازکردن دروازه موجب می‌شود که خبر این موضوع به مسئولان قلعه برسد. وی به علت تأخیر خود مورد بازجویی قرار می‌گیرد و سرانجام به علت اتهام ارتباط نامشروح با ایکوشیما شینگورو زندانی می‌شود.
در این دوره در اواوکو (حرمسرای قلعه ادو) دو جناح طرفدار مادر شوگون ششم، کونوئه هیروکو و جناح طرفدار مادر شوگون هفتم گکواین جهت در دست گرفتن قدرت برتر در رقابت بودند. این جناح‌بندی در حرمسرا به نوبه خود بخشی از مبارزه بزرگ قدرت بین دو جناح آرای هاکوسکی مشاور ارشد شوگون ششم و مانابه آکیفوسا مشاور و مربی پرقدرت شوگون هفتم بود. قبل از این حادثه گکواین وابسته به مانابه آکیفوسا دارای قدرت برتر در حرمسرا بود. پس از این حادثه و بدنام شدن ندیمه نزدیک به وی جناح رقیب وابسته به آرای هاکوسکی قدرت برتر را در حرمسرا به دست گرفتند.

## عواقب
اجیما در ابتدا به مرگ محکوم شد اما سپس با عفو مجازاتش به تبعید تخفیف یافت اما برادر وی مجبور به انجام هاراکیری شد. ایکوشیما شینگورو نیز به تبعید محکوم شد. محل انجام کابوکی تخریب شد و تعداد بسیاری نیز به بهانه این حادثه مورد پاکسازی (سیاسی) قرار گرفتند.
مادر شوگون ششم، کونوئه هیروکو در این مبارزه قدرت پیروز شد. دو سال بعد، هنگامی که شوگون هفتم در در سن ۶ سالگی درگذشت، وی از توکوگاوا یوشیمونه، پسر ارباب قلمروی کیشو که یک شعبه دیگر از خاندان توکوگاوا بود، حمایت کرد. در سال توکوگاوا یوشیمونه به عنوان شوگون هشتم منصوب شد.
این حادثه در نمایشنامه‌های کابوکی و همچنین فیلم اواوکو (سریال تلویزیونی) و او! اوکو و آثار دیگر به نمایش درآمده است.